# Jules
Jules ist ein männlicher französischer aber auch weiblicher englischer Vorname.

## Herkunft und Bedeutung
→ Hauptartikel: Julius
Im Französischen ist Jules [ʒuːl] eine Variante von Julius.
Im englischen Sprachraum ist Jules [d͡ʒuːlz] ein Diminutiv bzw. Spitzname von Julia oder Julian.

## Verbreitung
In Deutschland ist Jules ein mäßig beliebter Vorname, seit 2011 ist seine Vergabe eher rückläufig. In den letzten 10 Jahren wurde er etwa 360 Mal vergeben. Dahingegen kommt er in Österreich nur sporadisch vor. Der Name war in der Schweiz in den 1930er Jahren in den Top 100 anzutreffen, danach ging seine Beliebtheit zurück. Seit Mitte der 1990er Jahre ist er wieder beliebter, er befindet sich zurzeit in den Top 100 und wurde in den letzten 10 Jahren circa 780 Mal gewählt.
Jules wurde in Belgien zum Ende der 1990er Jahre populär, er befindet sich seit 2003 in den Top 100 und seit 2013 sogar in den Top 10. In Frankreich war der Name von 1900 bis 1944 in den Top 100, danach ließ seine Beliebtheit stark nach. Erst seit Anfang der 1980er Jahre stieg seine Popularität wieder stetig an. Seit dem Jahr 2008 befindet er sich in den Top 10. In den Niederlanden kommt der Name seit 1930 vor, er wird zwar alljährlich vergeben, ist aber nicht sehr beliebt. Seit der Jahrtausendwende steigt seine Popularität an.
Der Name wird auch in den nordischen Ländern Dänemark, Norwegen und Schweden nachweislich vergeben. Außerdem kommt er in der Namensgebung von Polen, Irland und Schottland vor. In England wird der Name seit 1996 gelegentlich vergeben.
In Kanada ist der Name seit dem Jahr 2020 in den Top 100. Der Name wird in den USA seit 1880 vergeben, er ist aber nicht sonderlich beliebt.

## Bekannte Namensträger

### Vorname
- Jules Bass (1935–2022), US-amerikanischer Filmregisseur und -produzent
- Jules Bianchi Formel 1 Rennfahrer
- Jules Bijl (* 1958), niederländischer Politiker (D66) und Diplomat
- Jules Cluzel (* 1988), französischer Motorradrennfahrer
- Jules Dalou (1838–1902), französischer Bildhauer
- Jules Dassin (1911–2008), US-amerikanischer Filmregisseur, Drehbuchautor und Produzent
- Jules Demersseman (1833–1866), französischer Flötist und Komponist
- Jules Dumont d’Urville (1790–1842), französischer Seefahrer und Polarforscher
- Jules Duvaux (1827–1902), französischer Politiker
- Jules Ferry (1832–1893), französischer Ministerpräsident
- Jules de Goncourt (1830–1870), französischer Schriftsteller, siehe Edmond und Jules de Goncourt
- Jules Guex (1871–1948), schweizerischer Romanist und Alpinist
- Jules Goux (1885–1965), französischer Automobilpionier und -rennfahrer
- Jules Grévy (1807–1891), französischer Staatspräsident
- Jules Humbert-Droz (1891–1971), schweizerischer Pastor, Journalist und Kommunist
- Jules Jacob (1906–1969), kanadischer Sänger (Tenor)
- Jules Jacob († 2008), US-amerikanischer Jazz- und Studiomusiker
- Jules Jaspar (1878–1963), belgischer Konsul und Widerstandskämpfer
- Jules Ladoumègue (1906–1973), französischer Leichtathlet
- Jules Lanclume (* 1991), französischer Radrennfahrer
- Jules Lemaître (1853–1914), französischer Schriftsteller, Dramatiker und Theaterkritiker
- Jules-Joseph Lefebvre (1834–1912), französischer Maler
- Étienne-Jules Marey (1830–1904), französischer Physiologe und Erfinder
- Jules Massenet (1842–1912), französischer Opernkomponist
- Jules Mazarin (1602–1661), französischer Diplomat und Kardinal
- Jules Moriceau (1887–1977), französischer Automobilrennfahrer
- Jules Ozenne (1809–1889), französischer Politiker
- Jules Émile Planchon (1823–1888), französischer Botaniker und Pharmazie-Professor
- Jules Pierre Rambur (1801–1870), französischer Arzt und Entomologe
- Jules Rimet (1873–1956), Präsident des französischen Fußballverbandes
- Jules Romains (1885–1972), französischer Romancier
- Jules Siegfried (1837–1922), französischer Politiker
- Jules Simon (1814–1896), französischer Politiker und Philosoph
- Jules Verne (1828–1905), französischer Schriftsteller
- Jules Viette (1843–1894), französischer Politiker
- Jules Voncken (1887–1975), belgischer Generalstabsarzt, Inspekteur Sanitätsdienst und ICMM-Generalsekretär
- Jules Wabbes (1919–1974), belgischer Industriedesigner

### Familienname
- Anton Jules (1850–nach 1902), böhmischer Theaterschauspieler
- Danny John-Jules (* 1960), britischer Schauspieler
- Dazel Jules (* 1967), Sprinter aus Trinidad und Tobago
- Gary Jules (* 1969), US-amerikanischer Musiker
- Hermine Jules (1850–1901), böhmische Theaterschauspielerin
- Jean Gilbert-Jules (1903–1980), französischer Jurist und Politiker
- Justin Jules (* 1986), französischer Radrennfahrer
- Naya Jules (* 2007), lucianische Leichtathletin
- Neville Jules (1927–2020), Pionier der Steel Pan
- Pascal Jules (1961–1987), französischer Radrennfahrer
- Troy Jules (* 1999), dominicanischer Fußballspieler

### Pseudonym
- Jules Joseph Gabriel (1792–1869), eigentlich Jules Joseph Gabriel de Lurieu, französischer Theaterdichter und Librettist